# Liste der Monuments historiques in Chaucenne
Die Liste der Monuments historiques in Chaucenne führt die Monuments historiques in der französischen Gemeinde Chaucenne auf.

## Liste der Immobilien
| Bezeichnung    | Beschreibung           | Standort                            | Kennzeichnung | Schutzstatus | Datum | Bild           |
| -------------- | ---------------------- | ----------------------------------- | ------------- | ------------ | ----- | -------------- |
| Friedhofskreuz | Stein, 16. Jahrhundert | Grande Rue, auf dem Friedhof (Lage) | PA00101624    | Inscrit      | 1944  | weitere Bilder |

## Liste der Objekte
| Bezeichnung | Beschreibung          | Standort                           | Kennzeichnung | Schutzstatus | Datum | Bild |
| ----------- | --------------------- | ---------------------------------- | ------------- | ------------ | ----- | ---- |
| Glocke      | Bronze, 1789 gegossen | in der Kirche St-Symphorien (Lage) | PM25000517    | Classé       | 1942  |      |